# Vojkova lăka
Vojkova lăka (bulgariska: Войкова лъка) är ett distrikt i Bulgarien.   Det ligger i kommunen Obsjtina Rudozem och regionen Smoljan, i den södra delen av landet, 190 km sydost om huvudstaden Sofia.